# Polepy (okres Kolín)
Polepy je obec ležící v okrese Kolín 3 km jižně od Kolína. Má 640 obyvatel a jejich katastrální území má rozlohu 242 ha. V roce 2011 zde bylo evidováno 239 adres.
Polepy leží v katastrálním území Polepy u Kolína o rozloze 2,42 km2.

## Historie
První písemná zmínka o obci pochází z roku 1343.

### Územněsprávní začlenění
Dějiny územněsprávního začleňování zahrnují období od roku 1850 do současnosti. V chronologickém přehledu je uvedena územně administrativní příslušnost obce v roce, kdy ke změně došlo:
- 1850 země česká, kraj Pardubice, politický i soudní okres Kolín[6]
- 1855 země česká, kraj Čáslav, soudní okres Kolín
- 1868 země česká, politický i soudní okres Kolín
- 1939 země česká, Oberlandrat Kolín, politický i soudní okres Kolín[7]
- 1942 země česká, Oberlandrat Praha, politický i soudní okres Kolín[8]
- 1945 země česká, správní i soudní okres Kolín[9]
- 1949 Pražský kraj, okres Kolín[10]
- 1960 Středočeský kraj, okres Kolín
- 2003 Středočeský kraj, obec s rozšířenou působností Kolín

### Rok 1932
Ve vsi Polepy (425 obyvatel) byly v roce 1932 evidovány tyto živnosti a obchody: hostinec, kovář, obchod s mlékem, 2 mlýny, 3 rolníci, sadař, 2 obchody se smíšeným zbožím, trafika.

## Doprava
Dopravní síť
- Pozemní komunikace – Obcí prochází silnice III. třídy. Ve vzdálenosti 2 km vede silnice II/125 Libice nad Cidlinou - Kolín - Uhlířské Janovice - Vlašim, ve vzdálenosti 3 km lze dojet na silnici I/38 Havlíčkův Brod - Kolín - Nymburk.

- Železnice – Železniční stanice na území obce není. Po katastrálním území obce vede železniční trať 014 Kolín - Uhlířské Janovice - Ledečko, nejbližší železniční zastávkou je Hluboký Důl ve vzdálenosti 1 km.

Veřejná doprava 2011
- Autobusová doprava – V obci měly zastávky příměstské autobusové linky Kolín-Červené Pečky (v pracovních dnech 4 spoje), Kolín-Červené Pečky-Kutná Hora (v pracovních dnech 11 spojů, o víkendu 3 spoje) (dopravce Okresní autobusová doprava Kolín, s. r. o.). Do obce zajíždí linka č. 5 MHD Kolín (v pracovních dnech 7 spojů) (dopravce Veolia Transport Východní Čechy, a. s.).

## Další fotografie

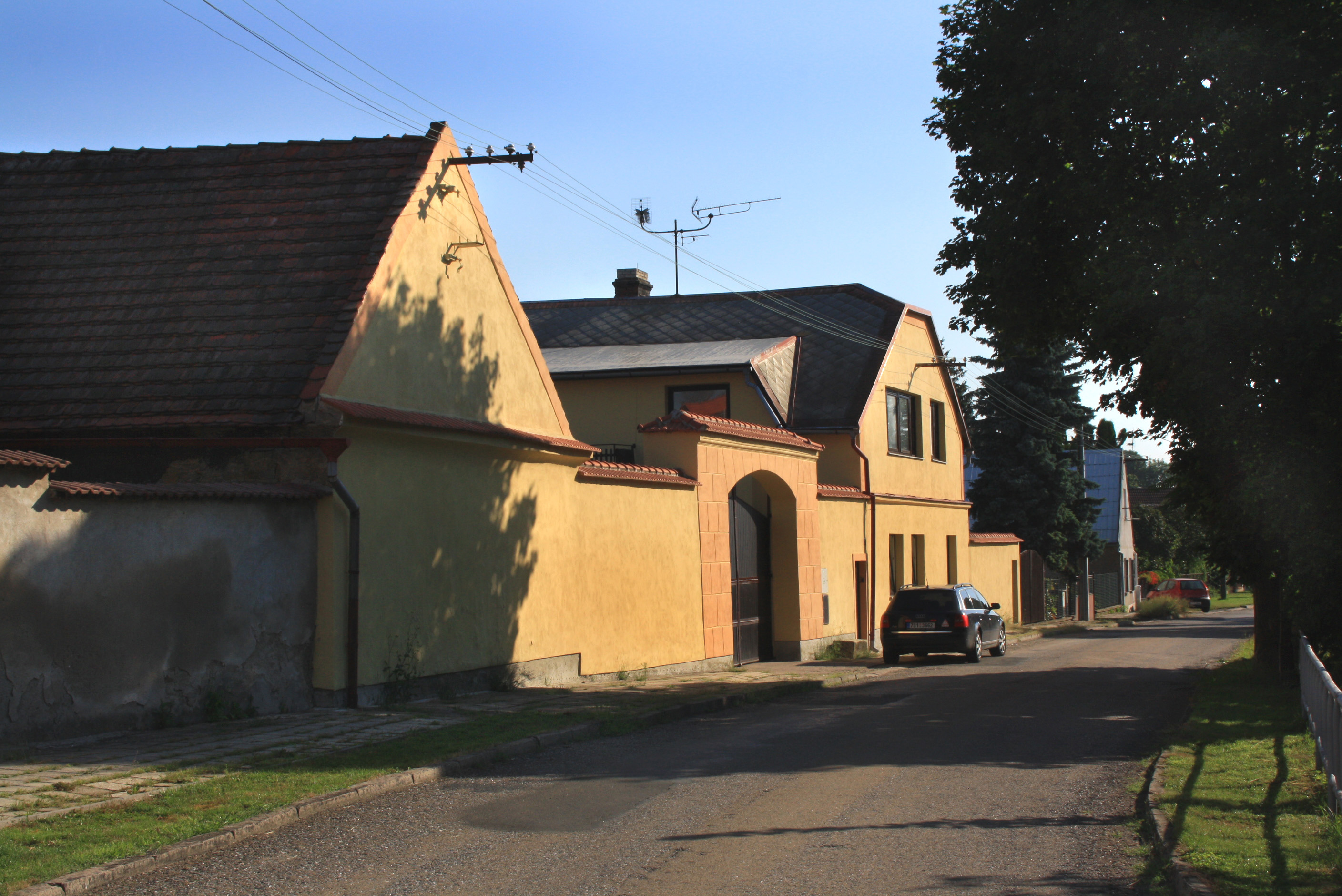
Bývalý statek
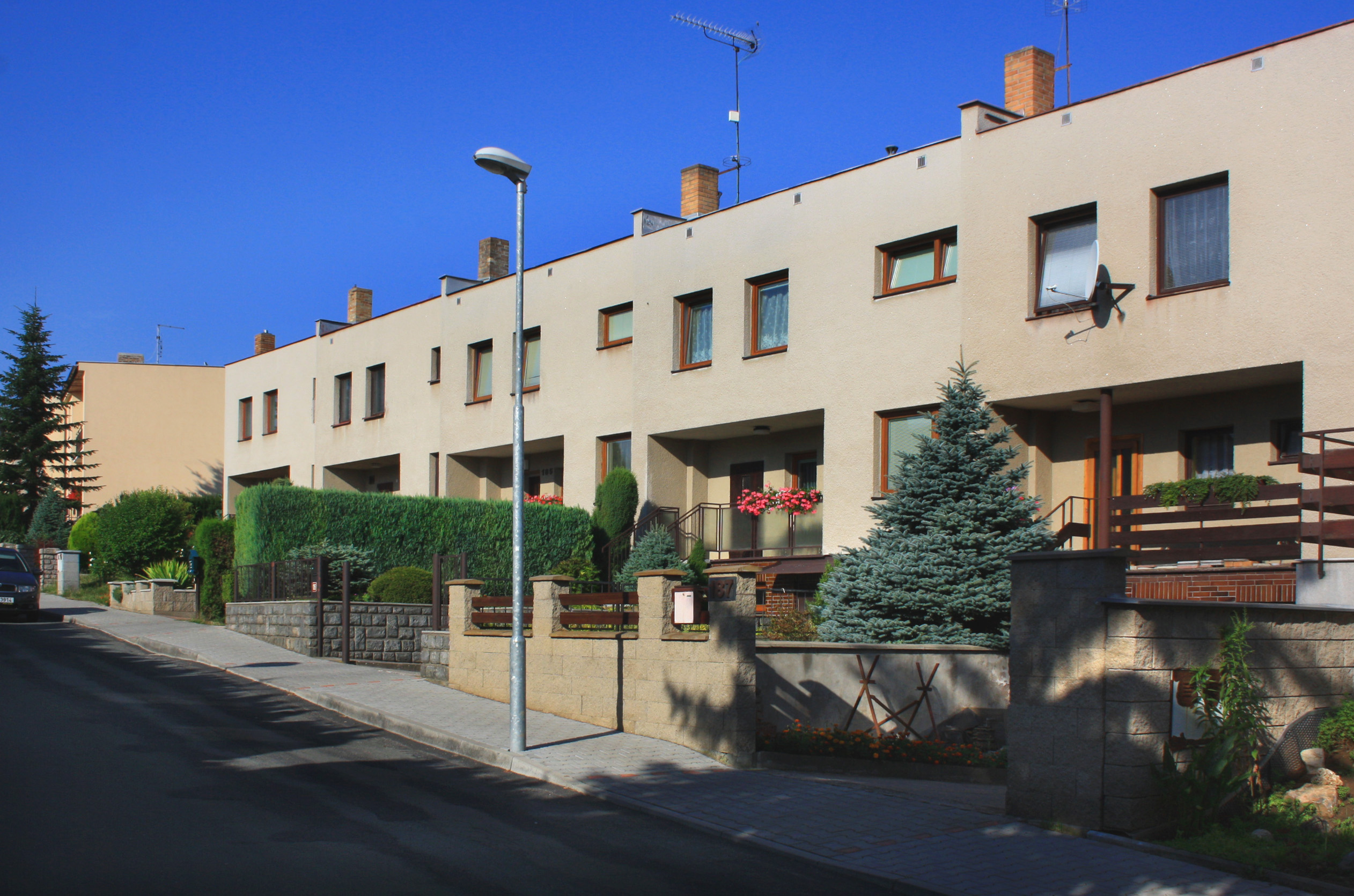
Řadové domky v části Polepský Mlýn
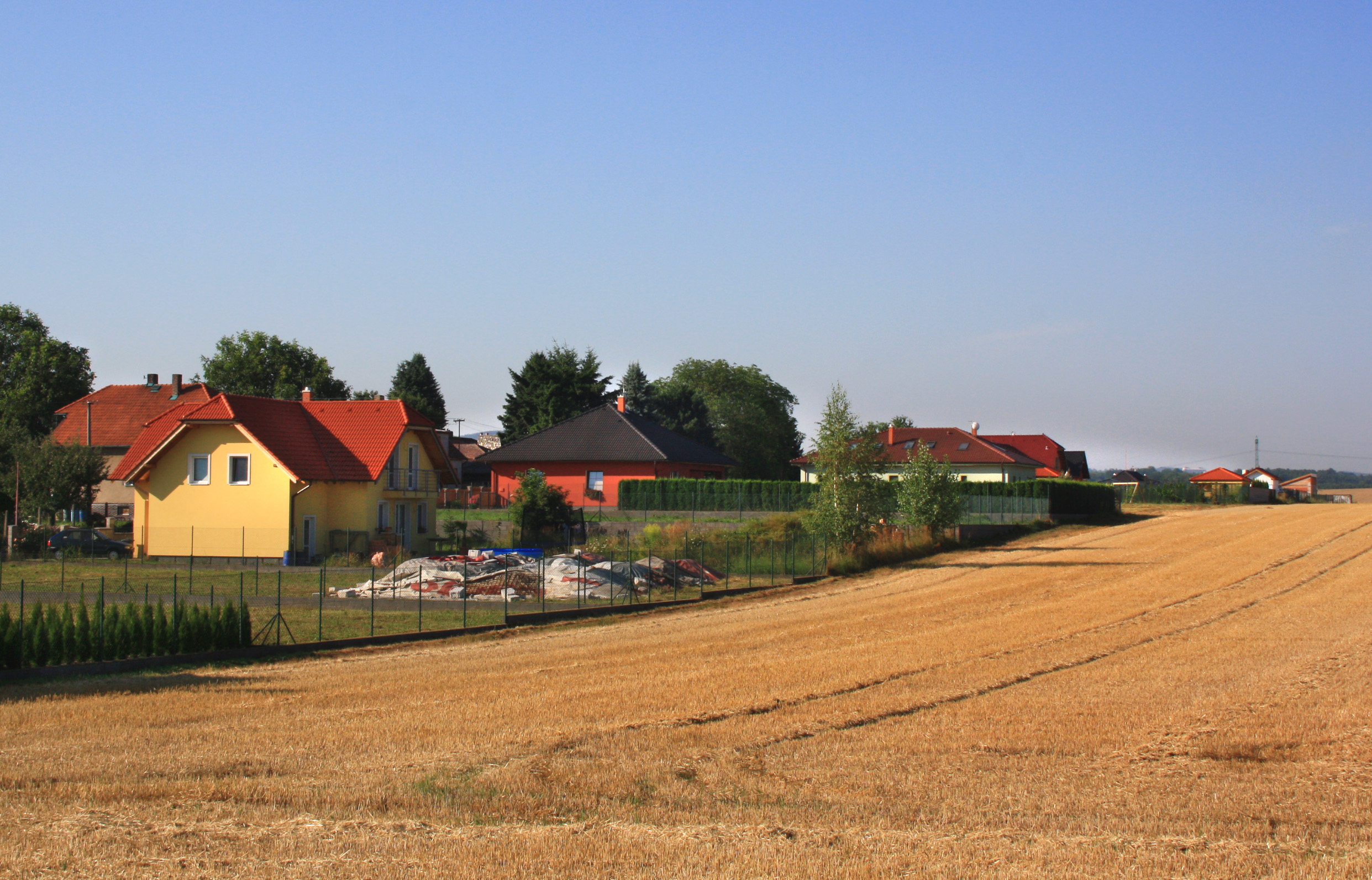
Nová výstavba na severu obce